# Stazione di Caronno Pertusella
La stazione di Caronno Pertusella è una fermata ferroviaria della Milano-Saronno posta nel comune di Caronno Pertusella.
È gestita da FerrovieNord, società del Gruppo FNM che la qualifica come stazione di tipo secondario. Fa parte del ramo Milano.

## Strutture e impianti
Il piazzale è composto da quattro binari passanti, serviti da due banchine centrali a isola, dotate di pensiline. Una coppia di binari è generalmente percorsa dai treni regionali e dal Malpensa Express, che non effettuano fermata presso questo impianto. L'altra coppia è invece utilizzata per la fermata dei convogli suburbani.

## Movimento
La stazione è fermata dalle linee S1 e S3 del Servizio ferroviario suburbano di Milano.